# 二唑
二唑（diazole）又称二氮唑，是指分子式为C3H4N2，由3个碳原子和2个氮原子组成的一个五元杂环有机化合物。
因两个氮原子之间的相对位置不同，二唑有两种同分异构体，这两种异构体分别是：
- 咪唑 （1,3-二唑）

- 吡唑（1,2-二唑）